# 菲氏叉尾帶魚
菲氏叉尾帶魚，为輻鰭魚綱鱸形目鯖亞目带鱼科的其中一種。分布於東太平洋區，從美國奧勒岡州至秘魯海域，棲息深度100-500公尺，體長可達210公分，棲息在大陸棚及大陸坡，屬肉食性，以甲殼類、烏賊、魚類等為食，可作為食用魚。

## 扩展阅读
維基物種上的相關：菲氏叉尾帶魚